# Рябова, Екатерина Витальевна
Екатерина Витальевна Рябова (30 октября 1994) — российская профессиональная баскетболистка. Мастер спорта России.

## Карьера
Воспитанница московской спортшколы «Глория» тренера Дмитрия Владимировича Федосеева. Начинала свою карьеру в московском «Динамо (Москва)». Также провела один сезон за МБА.
В 2018 году покинула Премьер-Лигу и перешла в сыктывкарскую «Зыряночку» (позднее клуб сменил название на «Нику»). Довольно быстро Рябовой удалось стать одним из лидеров команды.
В российской элите баскетболистка также выступала за ростовский «Пересвет-ЮФУ», подмосковную «Спарту энд К» и красноярский «Енисей». Летом 2024 году Рябова подписала контракт с командой Чемпионата Белоруссии «Минск», но 20 ноября россиянка вместе с клубом приняла обоюдное решение о прекращении сотрудничества. В начале декабря пополнила состав клуба Суперлиги «Энергия» (Иваново).

### В сборной
Екатерина Рябова вызывалась в различные юниорские сборные России. С национальной командой она становилась чемпионкой Европы до 16 лет и серебряным призером чемпионата Европы до 18 лет. В 2017 году в составе студенческой сборной России баскетболистка заняла четвертое место на Летней Универсиаде в Тайбэе.
В октябре 2017 года Рябова вызывалась в расположение женской сборной России для участия в подготовки к отборочным матчам Чемпионата Европы-2019.

## Достижения

### Национальные
- Финалистка Кубка Белоруссии (1): 2024[11].
- Серебряный призёр Суперлиги (1): 2024/25[12].

### Международные
- Победительница Первенства Европы до 16 лет (1): 2010.
- Серебряный призер Первенства Европы до 18 лет (1): 2012.
- Серебряный призер Восточноевропейской лиги (1): 2020/2021.
- Бронзовый призер Восточноевропейской лиги (2): 2016/2017, 2017/2018.